# مايكل فاشام
مايكل جون روبرت فاشام، (Michael John Robert Fasham). زمالة الجمعية الملكية، (29 مايو 1942- 7 يونيو 2008). كان متخصصًا في علم المحيطات في بريطانيا وطرازًا بيئيًا. وهو مشهور بعمله الرائد في تطوير نماذج بيئة العوالق المفتوحة في المحيطات.